# Guzluj-e Olja
Guzluj-e Olja – wieś w Iranie, w ostanie Azerbejdżan Zachodni, w szahrestanie Mijandoab. W 2006 roku liczyła 104 mieszkańców.